# U.S. Route 301
La U.S. Route 301 (US 301) est une US Route auxiliaire de la US 1 parcourant les états du sud-atlantique (Floride, Géorgie, Caroline du Sud, Caroline du Nord, Virginie, Maryland et Delaware). Elle parcourt 1 099 miles (1 769 km) depuis Sarasota, Floride jusqu'à Biddles Corner, Delaware.

## Description du tracé
|       | mi    | km    |
| ----- | ----- | ----- |
| FL    | 266   | 428   |
| GA    | 169   | 272   |
| SC    | 190   | 306   |
| NC    | 194   | 312   |
| VA    | 145   | 233   |
| MD    | 123   | 198   |
| DE    | 11    | 24    |
| Total | 1 099 | 1 769 |

### Floride
La US 301 débute à Sarasota à la jonction avec la US 41. La US 301 constitue le prolongement de la US 41 sur Washington Boulevard. Elle se dirige vers le nord et rejoint la US 41 en multiplex à Bradenton. Le multiplex prend rapidement fin et la US 301 se dirige vers le nord-est et le nord en passant à l'est de Tampa. En quittant Tampa, la route passe par Zephyrhills, Dade City, Wildwood, Ocala, Waldo, Starke, Baldwin, Callahan et Hilliard avant d'atteindre la frontière de la Géorgie.

### Géorgie
La route entre en Géorgie en multiplex avec la US 23 au sud de Folkston. Après avoir traversé la ville, les routes se séparent et la US 301 se dirige vers le nord-est. Elle passe par Nahunta, Jesup, Glennville, Claxton, Statesboro et Sylvania avant d'atteindre la frontière de la Caroline du Sud marquée par le fleuve Savannah.

### Caroline du Sud
La US 301 entre en Caroline du Sud après avoir traversé le fleuve Savannah au sud-ouest d'Allendale. Elle passe par cette ville et se dirige vers le nord-est vers Bamberg et Orangeburg avant de bifurquer vers l'est. Près de Santee, elle rejoint l'I-95 pour traverser le Lac Marion. De l'autre côté, elle quitte rapidement l'autoroute et continue son trajet vers le nord-est en étant parallèle à l'I-95. La US 301 passe par Summerton, Manning, Florence et Dillon avant d'atteindre la frontière de la Caroline du Nord, en multiplex avec la US 501.

### Caroline du Nord
La US 301 / US 501 entre en Caroline du Nord alors qu'elle a un échangeur avec l'I-95. Elle longe toujours l'autoroute alors qu'elle se dirige vers le nord-est. Au sud-ouest de Lumberton, elle la rejoint jusqu'au nord-est de Lumberton. Elle atteint ensuite Fayetteville et continue de longer l'autoroute vers le nord-est. Elle passe par Eastover, Dunn, Selma, Wilson, Rocky Mount, Weldon et Garysburg avant d'atteindre la frontière de la Virginie.

### Virginie
La route entre en Virginie au sud d'Emporia. Elle atteint cette ville et se dirige vers le nord. Entre Emporia et Petersburg, elle longe l'I-95 en lui servant de voie de service. Elle traverse Petersburg en formant un multiplex avec la US 1 jusqu'à Richmond. À partir de là, la US 301 continue son trajet vers le nord en passant à Bowling Green. Là, elle bifurque vers le nord-est et atteint les rives du fleuve Potomac, formant la frontière avec le Maryland à Dahlgren.

### Maryland
La US 301 entre au Maryland après avoir traversé le Potomac au sud de La Plata. La route se dirige vers le nord-est et traverse La Plata, Waldorf, Marlton, Marlboro et Fairwood, où elle bifurque vers l'est alors qu'elle entame un multiplex avec la US 50 (laquelle est aussi l'I-595, une autoroute non-indiquée). La route atteint alors Annapolis, Manresa et Yorktown avant de traverser la Baie de Chesapeake. Elle atteint l'Eastern Shore du Maryland alors qu'elle traverse Kent Island. Les routes se séparent à Queenstown et la US 301 reprend la direction nord-est. La route traverse une région plus rurale et ne traverse aucune agglomération jusqu'à la frontière du Delaware.

### Delaware
La US 301 entre au Delaware au sud-ouest de Middletown. Elle passe par cette ville et continue son trajet vers le nord-est. Elle atteint rapidement son terminus nord à la jonction avec la DE 1 à Biddles Corner.

## Intersections majeures
Floride
 US 41 à Sarasota
 US 41 aux limites entre Bradenton et West Samoset. Les routes forment un multiplex jusqu'à Palmetto.
 I-75 à Ellenton
 I-75 à Palm River-Clair Mel
 US 92 à East Lake-Orient Park
 US 98 près de Dade City. Les routes forment un multiplex jusqu'à Lacoochee.
 US 27 / US 441 à Belleview. La US 27 / US 301 forment un multiplex jusqu'à Ocala. La US 301 / US 441 forment un multiplex jusqu'au sud-est de Reddick.
 I-10 près de Baldwin
 US 90 à Baldwin. Les routes forment un multiplex dans la ville.
 US 1 / US 23 à Callahan. Les routes forment un multiplex jusqu'à Homeland, Géorgie.
Géorgie
 US 82 à Nahunta
 US 25 / US 341 à Jesup. La US 25 / US 301 forment un multiplex jusqu'à Statesboro.
 US 84 à Jesup. Les routes forment un multiplex jusqu'à Ludowici.
 US 280 à Claxton
 I-16 près de Register
 US 80 à Statesboro
Caroline du Sud
 US 278 à Allendale. Les routes forment un multiplex dans la ville.
 US 321 à Ulmer. Les routes forment un multiplex jusqu'au nord-est d'Ulmer.
 US 601 à Bamberg. Les routes forment un multiplex jusqu'à Orangeburg.
 US 78 à Bamberg
 US 21 / US 178 à Orangeburg
 I-26 près de Wilkinson Heights
 US 176 près d'Elloree
 US 15 près de Santee. Les routes forment un multiplex jusqu'à Summerton.
 I-95 près de Santee. Les routes forment un multiplex jusqu'au sud de Summerton.
 I-95 près de Manning
 US 521 à Manning. Les routes forment un multiplex jusqu'à Manning.
 US 378 à Turbeville. Les routes forment un multiplex dans la ville.
 US 52 à Effingham. Les routes forment un multiplex jusqu'à Florence.
 US 76 près de Florence. Les routes forment un multiplex jusqu'à Pee Dee.
 US 501 près de Latta. Les routes forment un multiplex jusqu'à Rowland, Caroline du Nord.
Caroline du Sud–Caroline du Nord
 I-95 à la frontière entre la Caroline du Sud et la Caroline du Nord
Caroline du Nord
 I-95 près de Raynham. Les routes forment un multiplex jusqu'à Lumberton.
 I-74 / US 74 près de Lumberton
 I-95 près de Lumberton
 I-95 près de Saint Pauls
 US 421 à Dunn
 I-95 / US 701 près de Four Oaks
 US 70 à Selma
 I-95 près de Kenly
 I-795 près de Wilson
 US 117 près de Wilson
 I-587 / US 264 près de Wilson
 US 64 à Rocky Mount
 US 158 à Weldon. Les routes forment un multiplex jusqu'à Garysburg.
Virginie
 US 58 à Emporia
 I-95 près de Jarratt
 I-95 à Carson
 I-95 à Templeton
 I-95 près de Petersburg
 I-95 / US 460 à Petersburg
 US 1 à Petersburg. Les routes forment un multiplex jusqu'à Richmond.
 US 360 à Richmond
 US 60 à Richmond
 US 250 à Richmond
 I-64 / I-95 à Richmond
 I-95 à Chamberlayne
 I-295 à Mechanicsville
 US 17 à Port Royal Cross Roads
Maryland
 I-595 / US 50 à Bowie. L'I-595 / US 301 forment un multiplex non-indiqué jusqu'à Parole. La US 50 / US 301 forment un multiplex jusqu'à Queenstown.
 I-97 à Parole
Delaware
 DE 1 à Biddles Corner